# Lobdeburg

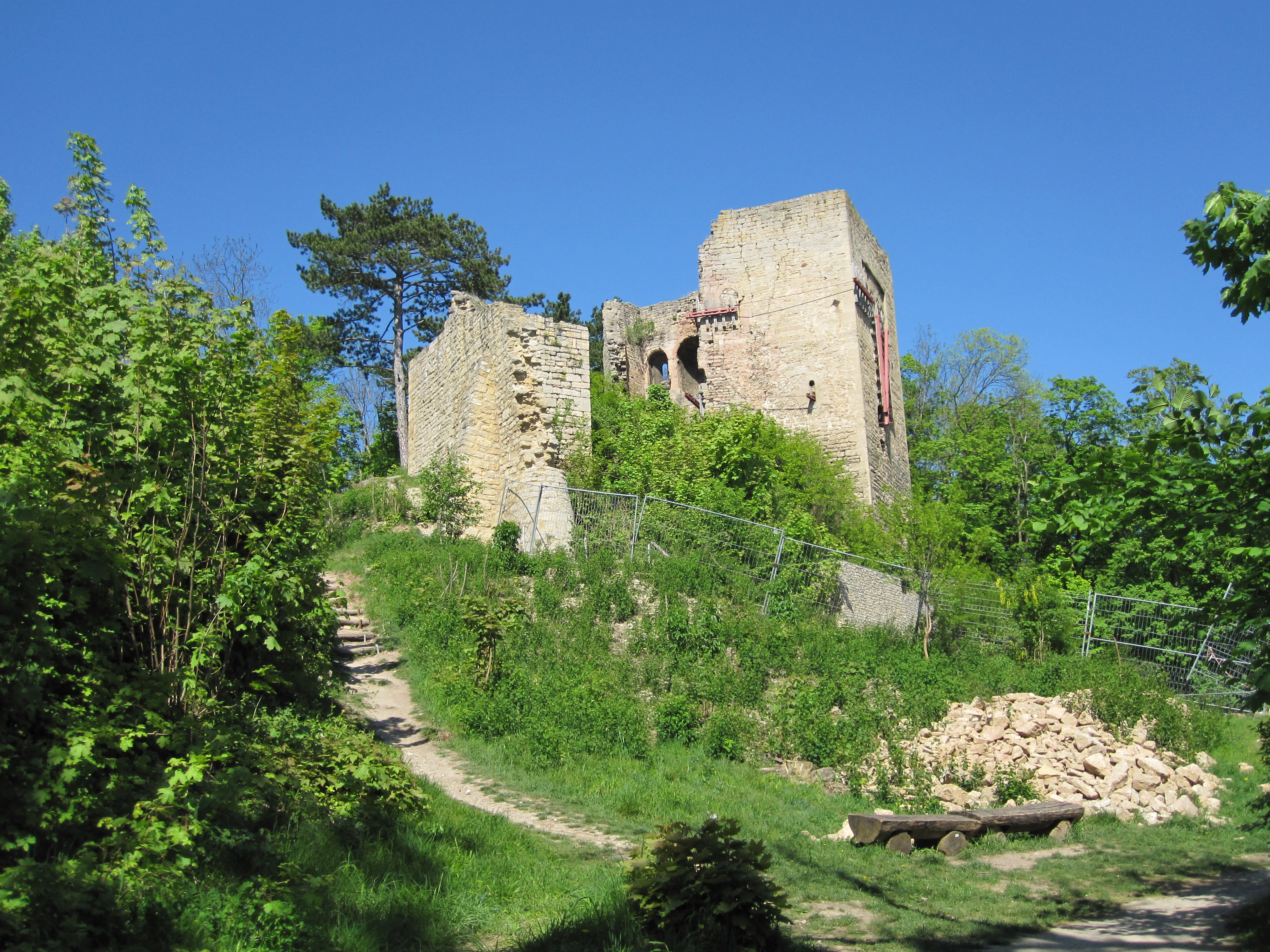
Lobdeburg-Ruine (2011)

Die Lobdeburg ist eine Burgruine zwischen Lobeda und Drackendorf, Ortsteilen von Jena.
Den Namen Lobdeburg beanspruchen drei unterschiedliche Bauten, nämlich die obere, mittlere und untere Burg. Als eigentliche Lobdeburg wird die mittlere der drei Burgen angesehen.

## Lage
Die mittlere Lobdeburg liegt auf einem Ausläufer der Wöllmisse, einer Hochebene zwischen den Orten Lobeda und Bürgel. Von hier aus konnten das mittlere Saaletal, Rodatal und Leutratal überwacht werden. Die obere Lobdeburg, eigentlich nur eine Vorburg zur Abriegelung der Hauptburg von der Hochfläche, ist nur in Form der Reste eines Ringwalls erhalten. Die untere Lobdeburg ist heute nicht mehr sichtbar. Sie lag höchstwahrscheinlich am unteren Ende des Lobedaer Marktes. An dessen Stelle ging der Name in der Neuzeit auf das ehemalige Thünaische Gut über, welches heute am nordöstlichen Rand des Ortes gelegen ist.
Weitere Burgen wurden in unmittelbarer Nähe der Stadt Lobeda in Kunitz (Kunitzburg), Burgau sowie bei Kahla (Leuchtenburg) errichtet. Auch die Tautenburg scheint eine lobdeburgische Gründung zu sein, zumindest war die Herrschaft Dornburg-Tautenburg im 13. Jahrhundert als Reichslehen in lobdeburgischer Hand.

## Geschichte
Die Lobdeburg wurde erstmals 1166 erwähnt. Errichtet wurde die Burg höchstwahrscheinlich durch die vom Kaiser als Ministerialen eingesetzten Herren von Auhausen, die die Burg nach dem Ort Lobeda benannten. Ein Grund dafür waren wohl die guten Erfahrungen, die der Kaiser bereits mit anderen zur Familiengruppe gehörenden Ministerialen in der Gegend gemacht hatte. Kurz darauf nannte sich der hier ansässige Zweig der Familie "von Lobedeburg". 1185 wurde der Bau der Burg abgeschlossen.
Als Folge des Vogtländischen Krieges von 1354–57 gelangte die reichsunmittelbare Herrschaft der Lobdeburger 1358 unter die Lehnshoheit der Wettiner. 1450 eroberte Herzog Wilhelm von Sachsen die Burg im sächsischen Bruderkrieg. Bis 1591 war die Familie Puster im Besitz der Burg. Anschließend begann der Verfall der Anlage und die Steine wurden unter anderem zum Bau der Saalebrücke bei Burgau verwandt.
Im Zuge des Landesausbaus waren Lobdeburger wahrscheinlich für die planmäßige Anlage der Stadt Jena verantwortlich. In die zweite Hälfte des 12. Jahrhunderts fallen auch die ersten archäologisch gesicherten Funde auf dem Jenaer Altstadtgebiet.
Seit 1912 gibt es die Lobdeburg-Gemeinde 1912 e. V. Der Verein kümmert sich zusammen mit dem Denkmalamt Jena um die Erhaltung und Sanierung der Burg sowie deren Umfeld. Innerhalb des Vereins existiert eine Arbeitsgruppe „Ruine Lobdeburg“. Seit der Wiedervereinigung setzten Notsicherungsarbeiten an dem bedeutenden Denkmal romanischer Profanbaukunst ein. So erhielt der Palas ein Stahlkorsett.
Neben einigen kleineren Untersuchungen arbeitet der Jenaer Stadtarchäologe Matthias Rupp an einer umfassenden Bauhistorischen Dokumentation der "mittleren" Lobdeburg.
2018 und 2019 wurde die Burg restauriert. Im Zuge dessen entstand im Wohnturm der Burg eine Plattform zur Besichtigung. Durch ein Feuer Ende des Jahres 2018 wurden einige Bäume um die Lobdeburg verbrannt, die Burg selbst blieb jedoch vom Feuer verschont.
2025 werden die Außenanlagen der Lobdeburg saniert. Dabei erhält der Zisternenturm eine neue Aussichtsplattform.

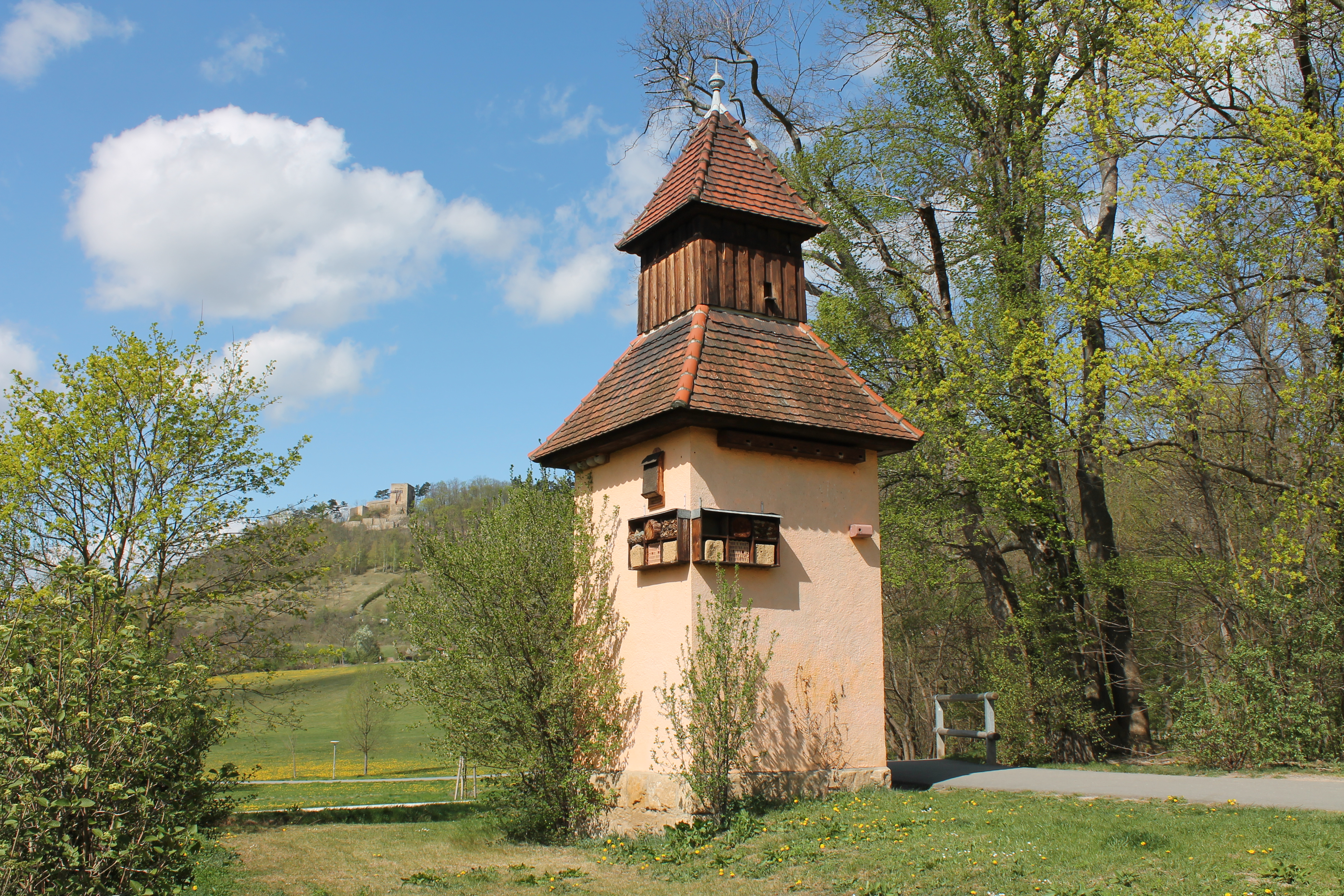
Burg vom Ortseingang Drackendorf aus gesehen, Blick aus südöstlicher Richtung
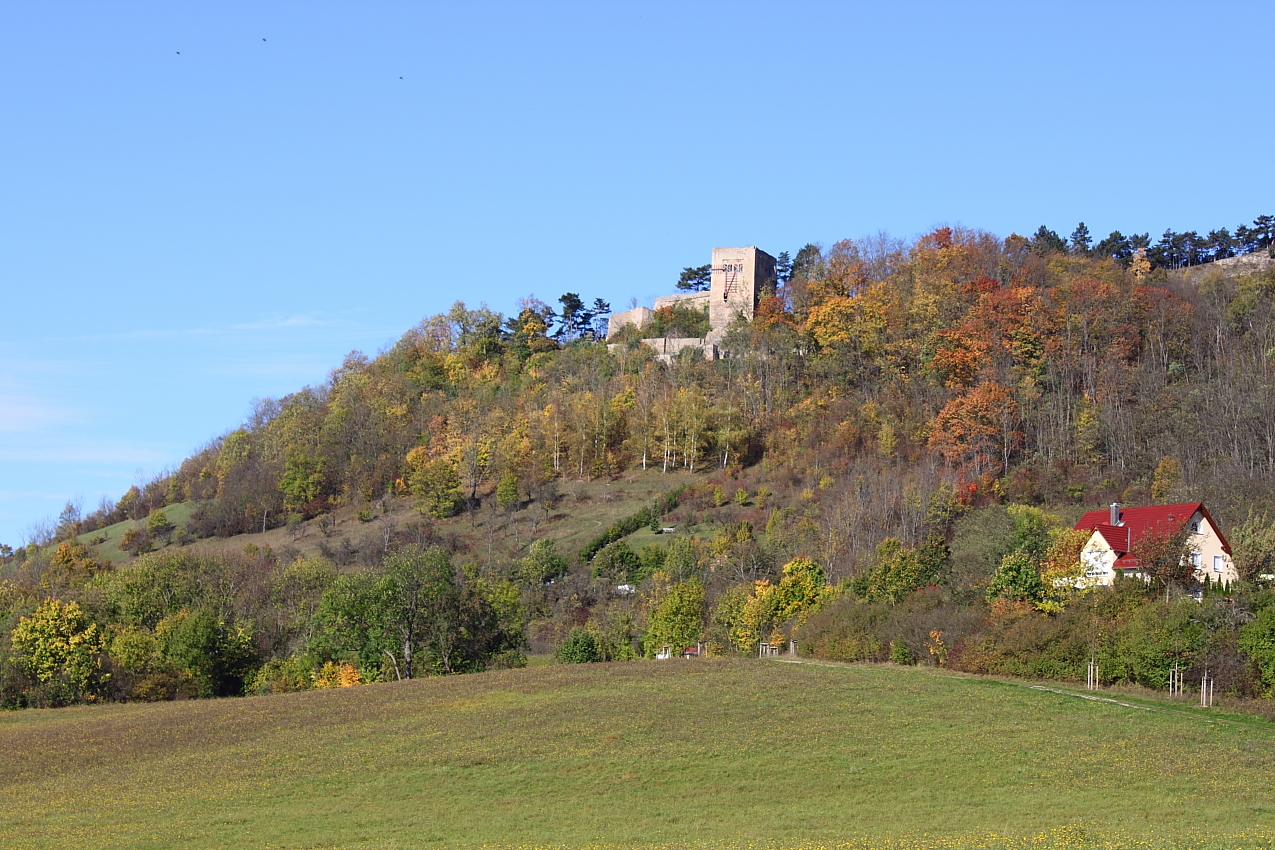
Burg im Herbst, ähnlicher Standort. Auffällig ist der Wohnturm.
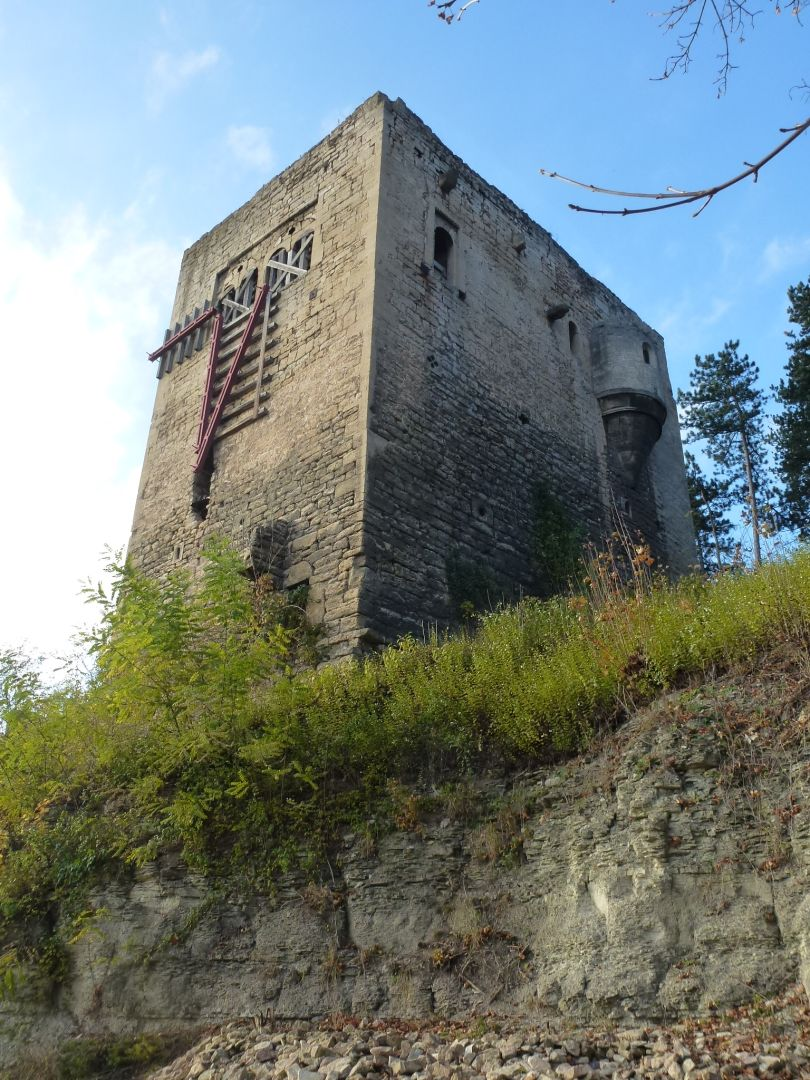
Blick aus der Nähe von unten auf den Wohnturm. Gut erkennbar die Doppelbogenfenster und andere romanische Stilelemente
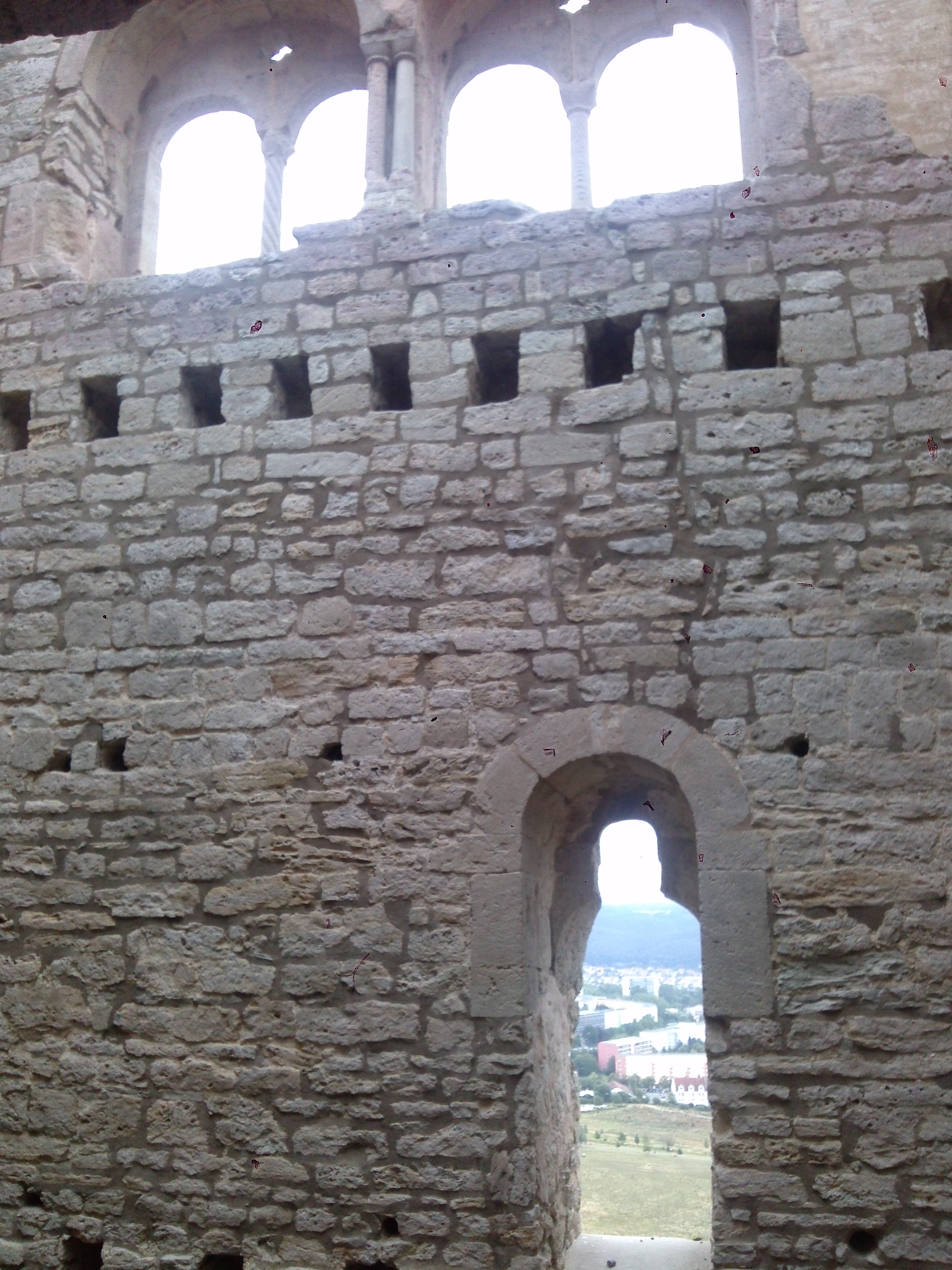
Blick in den Wohnturm, man sieht die Innenansicht des Doppelbogenfensters
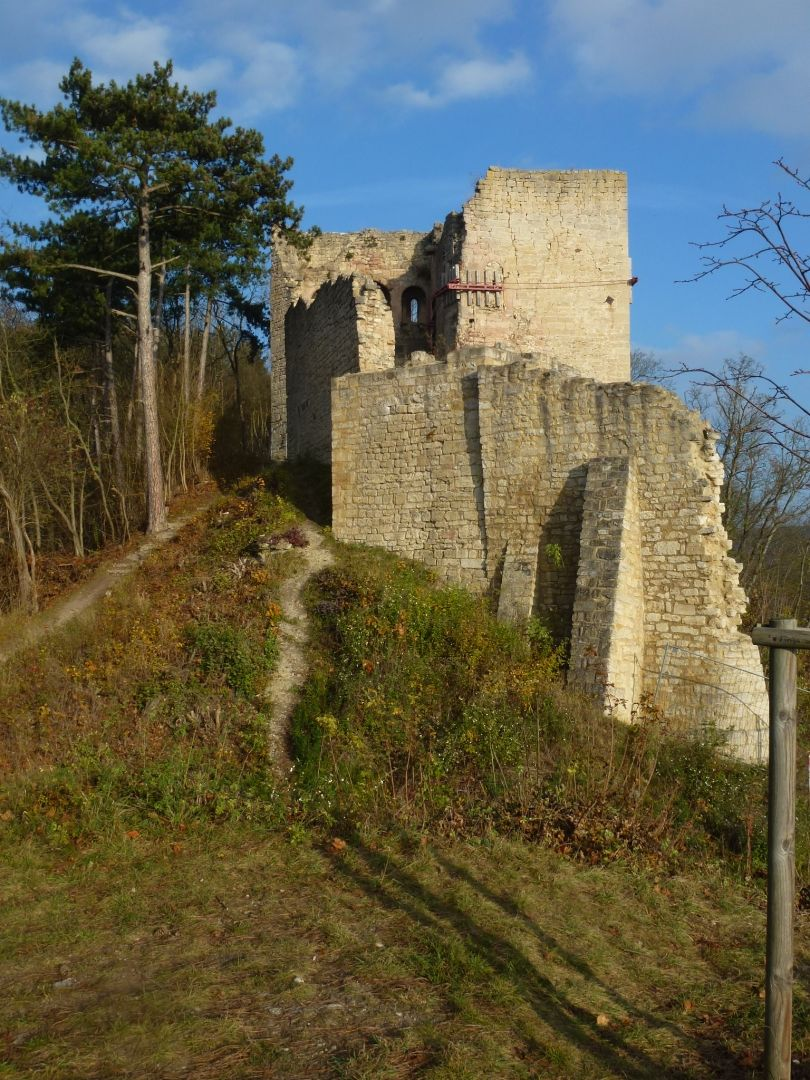
Blick aus Westen auf die Schutzmauer
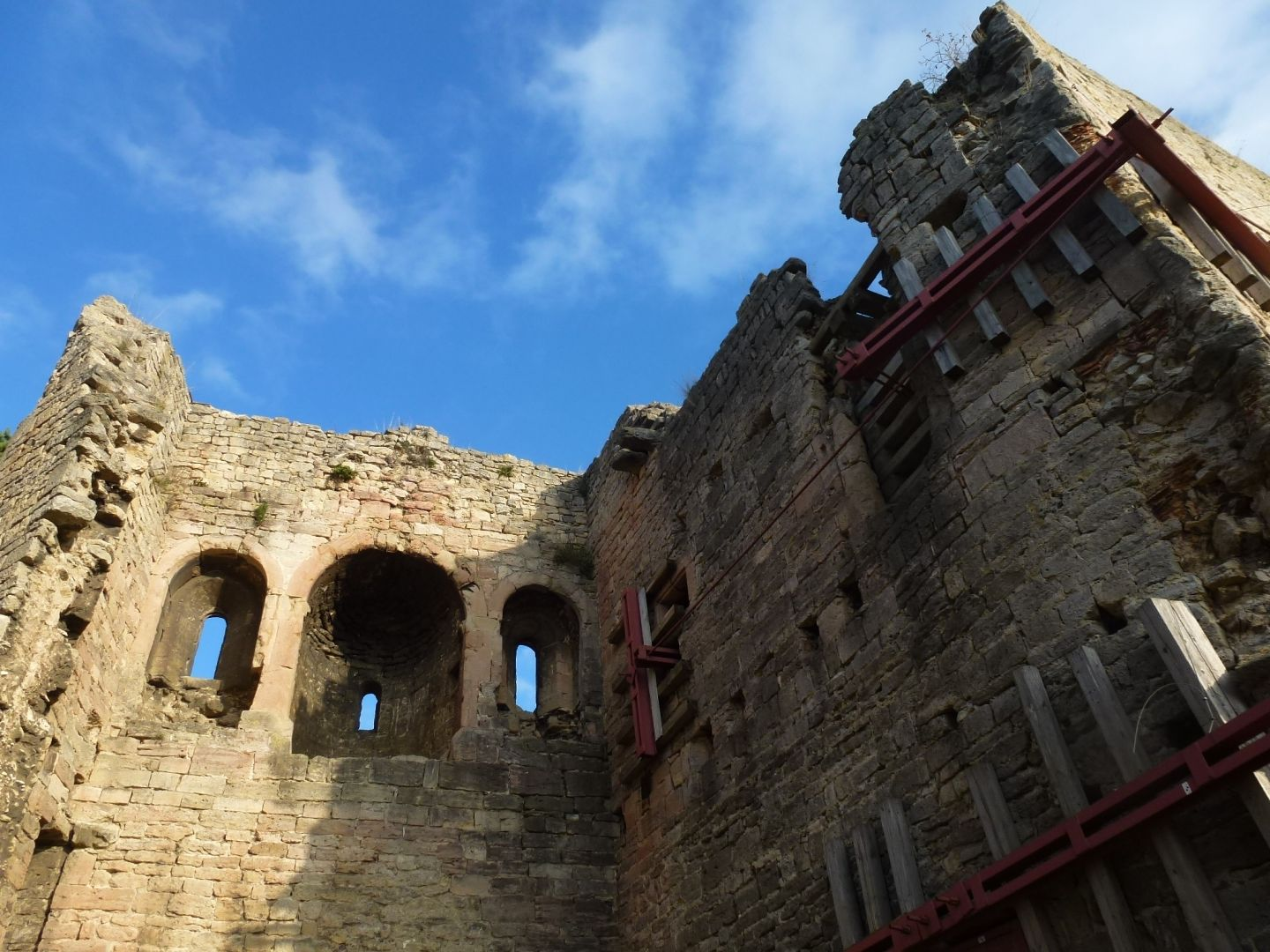
Nahansicht der Kapelle aus Westen
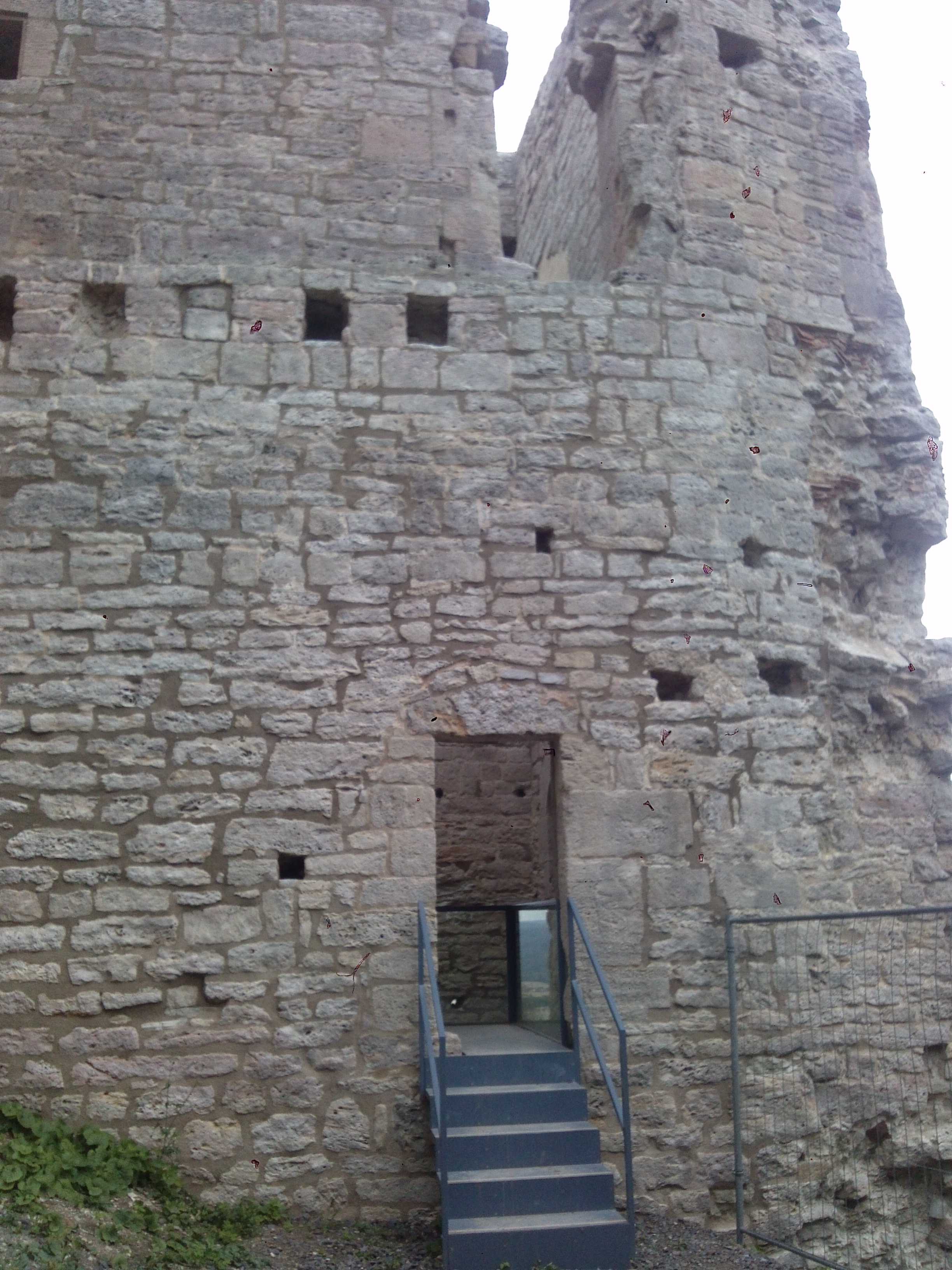
Eingang zum Wohnturm nach den Renovierungsarbeiten 2018/19